# Гуд, Майкл Тимоти
Майкл Ти́моти Гуд, (англ. Michael Timothy "LeBueno" Good; род. 1962) — астронавт НАСА. Совершил два космических полёта на шаттлах: STS-125 (2009, «Атлантис») и STS-132 (2010, «Атлантис»), совершил четыре выхода в открытый космос, полковник ВВС США.

## Личные данные и образование

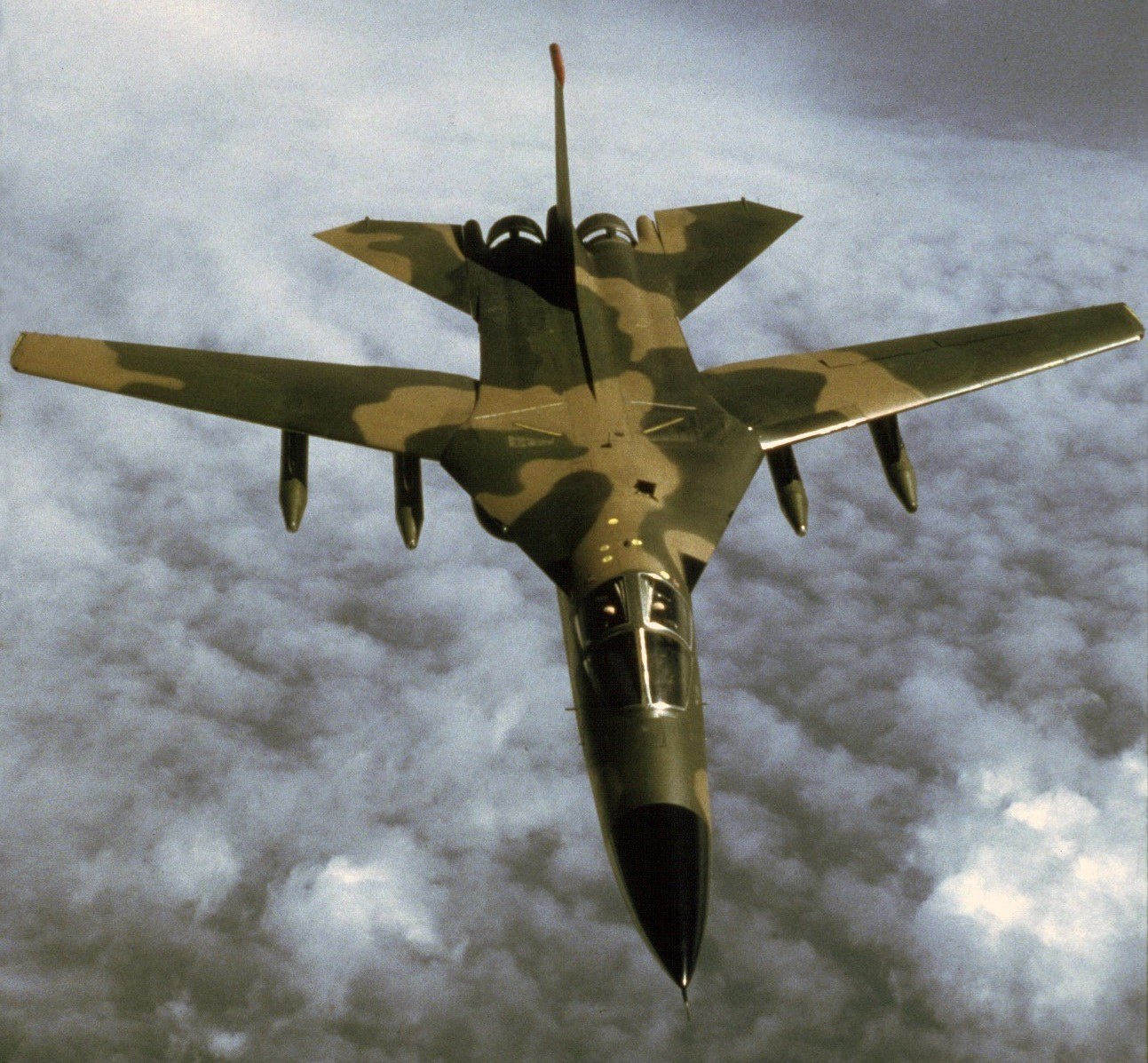
Самолёт F-111 в полёте.

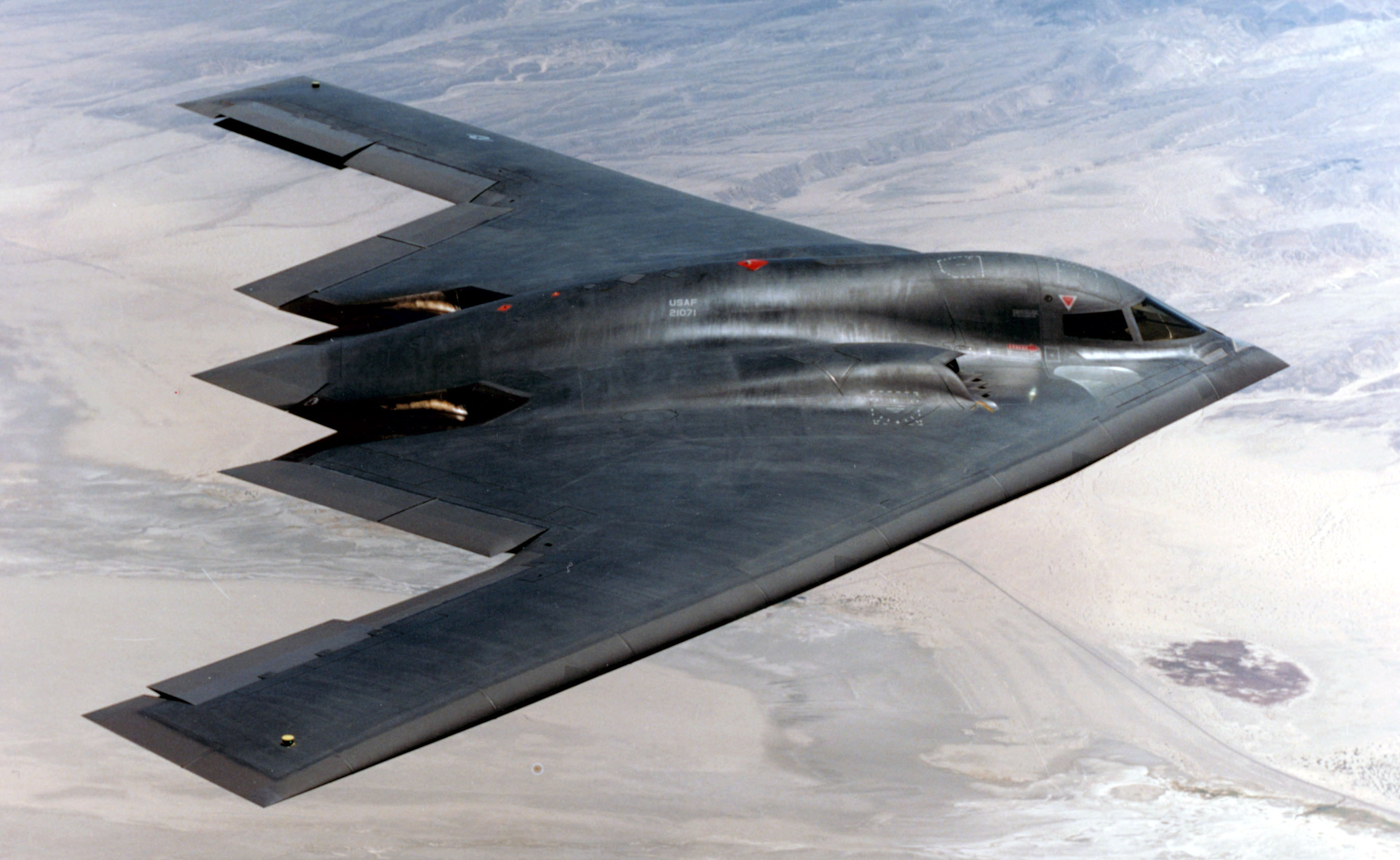
Бомбардировщик B-2 Stealth в полёте.

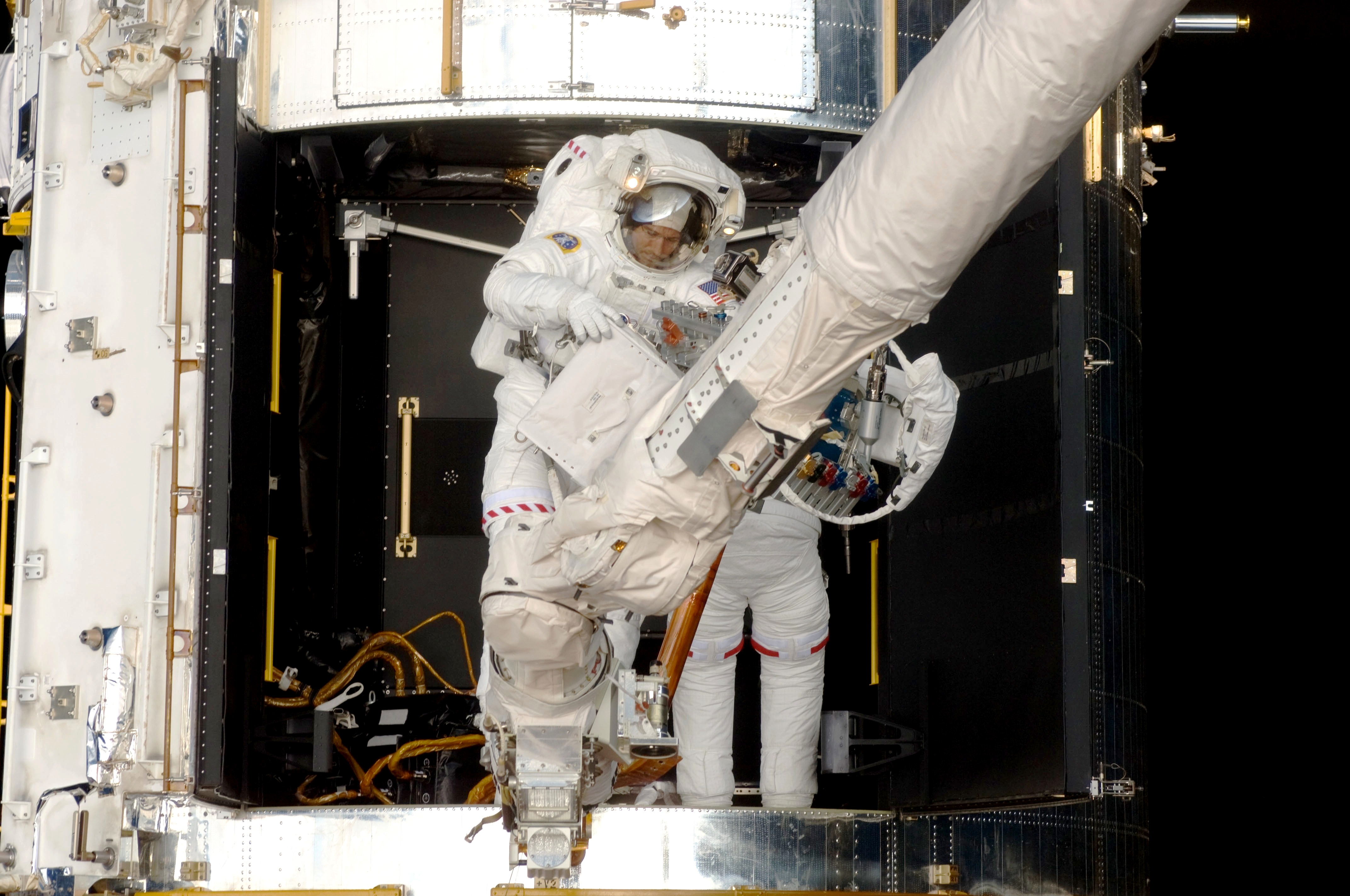
Работа в открытом космосе, Гуд слева.

Майкл Гуд родился 13 октября 1962 года в городе Парма штата Огайо. В 1980 году окончил школу в городе Бродвью-Хайтс в том же штате. В 1984 году получил степень бакалавра, а в 1986 году — степень магистра наук в области аэрокосмической техники в Университете Нотр-Дам, штат Индиана.
Женат на Джоане М. Диккенсон, у них трое детей: Брайан, Джейсон и Шеннон. Его отец — Роберт Гуд, его мать — Кэрол Гуд. Любит играть в гольф и проводить время с семьей.

## До НАСА
С 1986 года служил на авиабазе «Эглин», Флорида в Центре тактики воздушного боя. Там служил инженером-испытателем. Занимался разработкой и испытаниями крылатых ракет наземного базирования. Был направлен на прохождение переподготовки на штурмана на авиабазу «Мэтер», Калифорния. В 1989 году стал лётчиком-штурманом. Прошел подготовку на лётчика-истребителя на авиабазе «Холломэн», штат Нью-Мексико, был распределён на авиабазу Маунт-Хоум, Айдахо, стал летать на F-111F. Затем был переведён на авиабазу «Аппер-Хейфорд», в Великобританию, где служил инструктором по вооружению F-111. В 1993 году был направлен в Школу лётчиков-испытателей на авиабазу «Эдвардс», в Калифорнии. После окончания, в 1994 году, был оставлен на этой базе, стал участвовать в испытаниях бомбардировщика B-2 Stealth. В 1997 году был переведён на авиабазу «Максвелл», Алабама, где прошёл обучение в Командно-штабном Колледже ВВС, после окончания был распределён на авиабазу «Эглин». Занимался испытаниями вооружения F-15. В октябре 2009 года ушёл в отставку из ВВС. Имеет общий налёт более 2 500 часов на более чем 30 различных типах самолётов.

## Подготовка к космическим полётам
Принимал участие в 17-м наборе НАСА. 26 июля 2000 года был зачислен в отряд НАСА в составе восемнадцатого набора, кандидатом в астронавты. Стал проходить обучение по курсу Общекосмической подготовки (ОКП). По окончании курса, получил квалификацию «специалист полёта» и назначение в Офис астронавтов НАСА. Был направлен в Отдел разработки космических аппаратов.

## Полёты в космос
- Первый полёт — STS-125[3], шаттл «Атлантис». C 11 по 24 мая 2009 года в качестве «специалист полёта». Это было пятое и последнее техобслуживание телескопа Хаббла. Экспедиция «Атлантис» STS-125 продлила работоспособность телескопа, по крайней мере, до 2014 года. Во время экспедиции астронавты установили на телескопе Хаббл шесть новых гироскопов стабилизации, шесть новых никель-водородных аккумуляторов, новый компьютер, отвечающий за обработку данных, новую широкоугольную камеру № 3 и новый спектрограф космического излучения. Стоимость новой широкоугольной камеры — 126 миллионов долларов, стоимость спектрографа — 81 миллион долларов. Астронавты «Атлантиса» также восстановили работоспособность регистрирующего спектрографа, у которого в 2007 году вышла из строя система электропитания и усовершенствованную обзорную камеру, которая вышла из строя в 2007 году. Астронавты также установили на телескопе усовершенствованный датчик точного наведения. Во время полёта выполнил два выхода в открытый космос: Первый — 15 мая 2009 года — продолжительностью 7 часов 56 минут. Второй — 17 мая — 8 часов 2 минуты. Продолжительность полёта составила 12 дней 21 час 37 минут[4].

- Второй полёт — STS-132[5], шаттл «Атлантис». C 14 по 26 мая 2010 года, в качестве «специалист полёта». Доставка научного оборудования и запасных частей для МКС, в том числе: шесть новых аккумуляторных батарей, запасные части для канадского робота-манипулятора «Декстр». Доставка и пристыковка российского Стыковочно-грузового модуля «Рассвет» к нижнему порту модуля «Заря». Вес модуля «Рассвет» составляет 7,8 тонны (17147 фунтов), его длина 7 метров (23 фута). Внутри модуля «Рассвет» упакованы российские и американские грузы для экипажа МКС общим весом около 1,4 тонн (3000 фунтов). Во время полёта выполнил два выхода в открытый космос: Первый — 19 мая 2010 года — продолжительностью 7 часов 7 минут. Основное задание для астронавтов — замена трёх аккумуляторных батарей на сегменте Р6, который расположен на дальнем левом краю ферменной конструкции станции. Сегмент Р6 был смонтирован на станции в ноябре 2000 года во время полёта шаттла «Индевор» STS-97. Шесть батарей на сегменте Р6 были уже заменены в июле 2009 года во время полёта шаттла «Индевор» STS-127. Гуд должен был доставать старые батареи из их гнёзд на сегменте Р6 и вставлять на их место новые батареи. Стивен Боуен подносил новые батареи от транспортной платформы к сегменту Р6. Каждая батарея весит около 170 кг (375 фунтов) и имеет размеры: 102 × 91 × 46 см (40 × 36 × 18 дюймов). Дополнительное задание для выхода — освободить защемлённый кабель на системе сканирования, установленной на удлинителе робота-манипулятора. Второй выход — 21 мая 2010 года — 6 часов 46 минут. Основное задание для астронавтов — замена последних двух аккумуляторных батарей на сегменте Р6. Астронавты должны были также установить перемычку на аммиакопроводе между сегментами Р4 и Р5 и забрать из грузового отсека «Атлантиса» устройство захвата (Power and Data Grapple Fixture) для робота-манипулятора. Продолжительность полёта составила 11 суток 18 часов 29 минут[6].

Общая продолжительность внекорабельной деятельности (ВКД) за 4 выхода — 29 часов 53 минуты.
Общая продолжительность полётов в космос — 24 дня 16 часов 6 минут.

## После полётов
В январе 2011 года перешёл на работу в Центр космических исследований имени Джонсона, в Хьюстоне, штат Техас.

## Награды и премии
Награждён: Медаль «За космический полёт» (2009 и 2010), Медаль похвальной службы (США) (четырежды), Медаль «За достижения», Медаль «За достижения в авиации» (дважды) и многие другие.